# 山中貞雄
山中 貞雄（やまなか さだお、1909年11月8日 - 1938年9月17日）は、日本の映画監督、脚本家である。サイレント映画からトーキーへの移行期にあたる1930年代の日本映画を代表する監督のひとりであり、28歳の若さで亡くなった天才監督として知られる。わずか5年間の監督キャリアで26本の時代劇映画（共同監督作品を含む）を発表したが、今日までフィルムがまとまった形で現存する作品は『丹下左膳余話 百萬両の壺』（1935年）、『河内山宗俊』（1936年）、『人情紙風船』（1937年）の3本しかない。
1928年に時代劇スターの嵐寛寿郎主演作品のシナリオライターとしてキャリアを始め、1932年に22歳の若さで『磯の源太 抱寝の長脇差』で監督デビューし、一躍批評家の注目を浴びた。その後『小判しぐれ』（1932年）、『盤嶽の一生』（1933年）、『風流活人剣』（1934年）、『国定忠次』『街の入墨者』（1935年）などを監督し、多くの作品が批評家に高く評価された。サイレント時代は字幕と画面の組み合せによる独特の映画話術を確立し、トーキー時代は時代劇に現代劇の感覚やスタイルを採り入れた「髷をつけた現代劇（時代劇の小市民映画）」と呼ばれる作品を手がけた。また、小津安二郎をはじめとする多くの映画人と盛んに交流し、1934年には親交を結んだ京都市鳴滝在住の映画人とシナリオ執筆集団「鳴滝組」を結成し、梶原金八の共同ペンネームで20本近くの時代劇映画のシナリオを執筆した。1937年の『人情紙風船』完成直後に日中戦争に召集され、翌1938年に中国の開封市で戦病死した。

## 生涯

### 生い立ち
1909年11月8日、京都市下京区高倉通松原下ル樋之下町37番地に、父・山中喜三右衛門と母・ヨソの6男1女の末子として生まれた。兄姉は長男・作次郎、次男・市太郎、長女・トモ、三男・喜三郎、四男・定次郎、五男・喜与蔵（清弘）である。山中家は宝暦年間から若狭屋を名乗って質屋を営んだが、祖父の5代目作次郎（長男は代々作次郎を名乗った）の代には京都の土佐藩邸の掛屋を勤め、前藩主の山内容堂の御用使も命じられた。喜三右衛門も少年時代に小姓として土佐藩邸に出仕し、容堂に英語や酒のイロハを指南されるなどして可愛がられたが、明治維新後は家業を継がず、扇子の製造販売を行う「山中白扇堂」を立ち上げ、鮑貝を骨に貼り付けた螺鈿の扇子を海外に輸出して成功した。喜三右衛門は40代になると早々と隠居し、長男が7代目作次郎として家業を継ぎ、作次郎が幼い貞雄の父親代わりとなって面倒を見た。また、長女のトモは加藤家に嫁ぎ、息子で映画監督の加藤泰を生んだ。
1916年4月、山中は京都市立貞教尋常小学校に入学した。この頃の山中は、休みに兄弟たちと新京極で芝居や映画を見物したり、近所の豊国神社の裏で連続活劇の真似をして遊んだりしていた。1922年には京都市立第一商業学校（現在の京都市立西京高等学校・附属中学校）に進学した。同級生には後に仕事を共にする脚本家の藤井滋司がおり、1年先輩には映画監督のマキノ正博がいた。藤井によると、学生時代の山中は勉強をほとんどやらず、教室では居眠りをしたり、教科書に漫画を描いたりしていたが、それでいて成績はクラスの中位以上をキープしていたという。この頃には映画熱が強まり、小遣銭を貰うとその大半を映画見物に費やした。また、商業学校の映画愛好家たちと『ドリーム・ランド』と題した映画パンフレットを発行し、そこに『十銭白銅奇譚』という習作シナリオを連載した。

### 映画界入り
1927年、商業学校5年生の山中は映画監督になることを決意し、マキノ・プロダクション（マキノプロ）の若手スターで新進監督だった先輩のマキノ正博に手紙を出し、同社への入社を希望した。さらにマキノの自宅を訪れ、正博の父親でマキノプロを主宰する牧野省三と面談し、入社を認められた。同年3月、山中は第一商業学校を卒業したが、同校では卒業論文を書くという大学並みの制度があり、山中は「商品としての活動写真」という論文を提出した。そして4月にマキノプロの御室撮影所に監督志望で入社し、台本部へ配属された。台本部は、各地の支社や常設館に送る新作のレポートを作成する部門で、そこには全作品のシナリオが集まったため、脚本の勉強をするにはうってつけの場所だった。山中も台本部の作業に没頭しながら、たくさんのシナリオに目を通し、脚本作りの勉強をした。マキノプロでは従業員がペンネームを名乗ることが多く、山中もそれに倣って「社堂沙汰夫（しゃどうさだお）」というペンネームを名乗った。
入社から2ヶ月後、山中は助監督部へ配属され、マキノプロの代表監督である井上金太郎監督のお盆用の特作映画『いろは仮名四谷怪談』（1927年）で助監督を務めた。当時の助監督は、監督の補佐だけでなく、ロケ先の会計、俳優の出迎え、野次馬の整理などの雑事も任され、撮影がうまく進行するために走り回らなければならなかった。しかし、山中はのろまで、いつも何もしないで監督の後ろに立っているだけで、隙あらばカメラのファインダーを覗こうとしてカメラマンに追っ払われた。いつしか山中は「ダメな助監督」として撮影所内に知れ渡り、どの監督からも声をかけられなくなってしまった。それでも撮影所は忙しく、会社としてもこのまま山中を遊ばせるわけにはいかなかったため、山中は新人監督の小石栄一などの組についたりして助監督1年目を過ごした。
1928年、なかなか監督から声がかからなかった山中は、それを見かねたマキノ正博の組につくことになり、『蹴合鶏』『浪人街 第一話 美しき獲物』などでサード助監督を務めた。しかし、何をやらせてものろまで役に立たなかった山中は、助監督として落第だったため、ほかの助監督たちにどんどん先を越されてしまい、監督昇進のチャンスを見過ごしていた。それにもかかわらず、山中は要領よく動こうとしたり、会社に監督昇進を頼み込んだりはしなかった。この頃の山中は先輩助監督の吉田信三と仲良くなり、暇さえあればお互いの下宿に寄り合ってシナリオ修業に励んだ。この時に2人で現代劇のシナリオ『街角行進曲』を共同執筆し、マキノ正博に賞賛されたが、諸事情で映画化には至らなかった。

### シナリオライターに

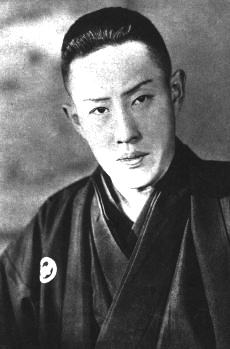
時代劇スターの嵐寛寿郎は、山中を脚本家または監督としてデビューさせた。

1928年10月、山中はマキノの勧めで、マキノプロから独立した嵐寛寿郎の独立プロダクションである嵐寛寿郎プロダクション（第一次寛プロ）にシナリオライター兼助監督として入社した。マキノによると、撮影所の人たちの山中に対する「のろまな助監督」というイメージは相当深く根をおろしており、このままでは出世は望めそうにもなかったため、転社を勧めたという。寛プロは、貸しスタジオの双ヶ岡撮影所で映画を作り、片岡千恵蔵などの独立プロ4社と日本映画プロダクション連盟を結成して自主配給に乗り出したが、すぐに経営難となり、他の独立プロが次々と解散する中、寛プロも連盟の瓦解で自主配給の道を絶たれ、撮影所も追い出され、さらにはスポンサーに逃げられて困窮した。山中が入社したのはそんなジリ貧の時であり、その日の宿賃や飯代を手に入れるために寛寿郎のブロマイドを売り歩き、煙草も手に入れられないことからモク拾いをした。
山中の入社後、寛プロは金欠状態の中、奈良の旅館を拠点にオールロケで『大江戸の闇』と『鬼神の血煙』を撮影した。山中は『大江戸の闇』でチーフ助監督を務めたが、『鬼神の血煙』ではシナリオを執筆し、山中にとって初めての映画化されたシナリオとなった。しかし、1928年末に寛プロは解散となり、『大江戸の闇』は大晦日に公開することができたものの、『鬼神の血煙』は配給が決まらず公開できなかった。山中はあるもの全部を質に入れて買った汽車賃だけを渡されて寛寿郎や従業員たちと別れ、12月26日に京都の実家に舞い戻った。それから山中は龍安寺の近くの寺に下宿し、そこに籠もってシナリオの勉強に打ち込み、本を書いては友人に見せて酷評されるというのを繰り返した。やがて学問が足りないことを痛感して、昼は図書館に通って本を読み、夜は私塾で文学を教わり、その合間にシナリオを書くという生活を送った。山中は浪々の身で煙草代にも不自由する中、寝食も忘れてシナリオに心を走らせ、ある日に気が向いて兄の作次郎のもとを訪れた時は、「まず散髪して風呂屋に行ってから家に上がれ」と言われるほど汚い身なりをしていたという。
1929年初頭、寛寿郎は東亜キネマに主演俳優として入社し、2月に同社の配給で『鬼神の血煙』がようやく公開された。山中は寛寿郎から「再起や、おいで」という電報を受け取り、3月に東亜キネマにシナリオライター兼助監督として入社した。同社で最初の映画化シナリオは、7月公開の大佛次郎原作の『鞍馬天狗』である。11月には佐々木味津三の時代小説『右門捕物帖』シリーズの第1作を脚色した『右門一番手柄 南蛮幽霊』が映画化され、この作品で初めて批評家に脚色の巧さを評価された。同年12月1日には1年志願の幹部候補生として福知山市の歩兵第20連隊に入隊したが、兵営中も勤務の合間に『右門捕物帖 六番手柄』『鞍馬天狗 解決篇』『なりひら小僧』『右門捕物帖 十番手柄』（1930年）の4本の寛寿郎映画のシナリオを執筆した。「右門捕物帖」「鞍馬天狗」「なりひら小僧」はいずれも寛寿郎の当たり役となったシリーズとなり、これにより山中は寛寿郎の座付作者としての地位を確立した。
1930年11月、山中は陸軍歩兵伍長で満期除隊し、東亜キネマに現場復帰した。1931年3月、寛寿郎の独立の動きが表面化し、その結果東亜キネマ社内に独立プロを設立することになり、当時龍安寺近くの下宿でストックのシナリオの執筆に没頭していた山中もこれに参加した。同年8月には寛寿郎がついに東亜キネマを離れ、新興キネマとの提携による嵐寛寿郎プロダクション（第二次寛プロ）として完全独立し、9月に古巣の双ヶ丘撮影所で映画製作を始めると、山中もやはりこれに同行した。この除隊後から第二次寛プロ参加にかけての約1年間、山中は寛寿郎の座付作者として「右門捕物帖」「鞍馬天狗」「なりひら小僧」の3つのシリーズ作品を中心にシナリオを書き続け、山中に対する評価も高まっていった。当時の山中のシナリオの大部分を監督したのは、寛プロ唯一人の監督だった仁科熊彦であるが、山中は仁科から映画のカッティングの方法を学んだ。

### 監督デビュー
1931年12月12日、22歳の山中は寛寿郎の強い推薦によって、映画監督としてデビューすることが発表された。寛寿郎は山中を抜擢した理由について、「私の好奇心も手伝い、山中を早く監督にしたい、年は若いが彼ならキット良き仕事をするに違いない」と述べている。山中の初監督作品は、長谷川伸の股旅物の時代小説『源太時雨』を原作とした『磯の源太 抱寝の長脇差』である。山中は監督デビュー発表前の11月頃にシナリオを書き上げ、12月いっぱいかけて撮影を行い、翌1932年2月4日に封切られた。当時の寛寿郎映画はB級娯楽映画と見なされ、批評家たちはほとんど度外視していたが、この作品を偶然目にした映画批評家の岸松雄が衝撃を受け、『キネマ旬報』誌上に「われわれは此の映画によって、山中貞雄という一人の傑れたる監督をば新しく発見し得た」「近来になくスキ間のない傑作時代劇である」と絶賛の批評文を掲載した。これによって山中の名は一躍脚光を浴び、作品はキネマ旬報ベスト・テンで8位に選ばれた。
『磯の源太 抱寝の長脇差』の公開後、山中は寛プロのエース監督として1932年中に5本の作品を監督した。監督2作目の『小判しぐれ』（4月公開）も長谷川伸原作の股旅物で、再び岸に「ますます彼の芸術的未来を確信する」と高く評価された。岸とは同年夏に京都で初対面し、それ以来友人となった。3作目の『小笠原壱岐守』（6月公開）は幕末の老中の小笠原壱岐守を主人公にした政治ドラマで、超特作として作られた。もともとは仁科熊彦の監督作として予定されていたが、仁科が寛プロを退社したため山中が監督することになった。ここまでの3本は批評家や知識層から高い評価を受け、それまでB級娯楽映画会社と思われていた寛プロの作品の質が向上したと言われたが、それとは反対に子供中心の寛寿郎ファンには不評で、興行成績はあまり良くなかった。そのためもあり、この後に撮影した『口笛を吹く武士』（7月公開）、『右門捕物帖 三十番手柄 帯解け仏法』（9月公開）、『天狗廻状 前篇』（12月公開）の3本は、娯楽本位の作品へと転換した。同年9月には、伏見深草の歩兵第9連隊へ演習のため2週間入隊した。
『天狗廻状 前篇』完成後の11月、山中は寛プロの親会社にあたる新興キネマへ転社した。同社では白井喬二の連載小説『盤嶽の一生』の映画化企画を提出したが、会社側と意見が衝突して実現せず、結局監督作を1本も作ることはなく、12月19日には退社して日活へ移り、太秦撮影所の時代劇部監督となった。当時の日活は、時代劇部の看板監督だった伊藤大輔をはじめ7人の監督や俳優が連袂退社したばかりで、その穴を埋めるためにスタッフの引き抜きに乗り出していたが、山中も日活関西支店の社員にスカウトされて入社した。この時、寛プロ時代から山中とコンビを組んでいたカメラマンの吉田清太郎と助監督の萩原遼も、山中と一緒に日活入りしているが、山中の月給400円にはこの2人の給料も含まれていた。
山中の日活入社第1作は、大河内傅次郎主演の『薩摩飛脚 剣光愛欲篇』（1933年）である。これは伊藤監督の『薩摩飛脚 東海篇』（1932年）の続篇であり、伊藤はこれを撮って日活を退社したため、山中にその続篇を撮る話が回ってきた。そういった経緯もあり、山中の『剣光愛欲篇』は伊藤の『東海篇』と比較されたが、伊藤と遜色ないどころか、それを凌いでいると評価された。また、日活入社当時の山中は、スタッフたちから認められず小僧扱いされ、『剣光愛欲篇』の撮影中も悪口を言われたり、演出の指示を出しても無視されたりしたが、『剣光愛欲篇』の所内試写をしてからは所員たちの山中に対する態度が一変し、撮影所内での山中の位置を確かなものにした。
1933年4月には、念願の企画『盤嶽の一生』を監督することが決定し、大河内傅次郎の主演で5月に撮影を行った。この作品は就職活動をする浪人の阿地川盤嶽が、さまざまな社会の欺瞞や嘘に騙され続けるという内容で、批評家からは「内田吐夢の『仇討選手』や伊丹万作の『國士無双』と並ぶ風刺時代劇の傑作」（奥平英雄）や「この映画が山中貞雄個人としても空前の佳作であり、日本映画の一つの新しい凱歌であることには異議がない」（岸松雄）などと賞賛された。しかし、内務省の検閲でいくつかのシーンがカットされ、さらに日活にも自主規制でカットされ、十分な宣伝も行われなかったため興行成績は不調となり、山中はひどく傷ついたという。同年後半は大佛次郎原作、大河内主演で、前中後篇の三部作となる『鼠小僧次郎吉』（1933年）のシナリオ執筆と撮影に時間を費やした。同年度のキネマ旬報ベスト・テンでは、『盤嶽の一生』が7位、『鼠小僧次郎吉』が8位に選出された。

### 映画人との交流

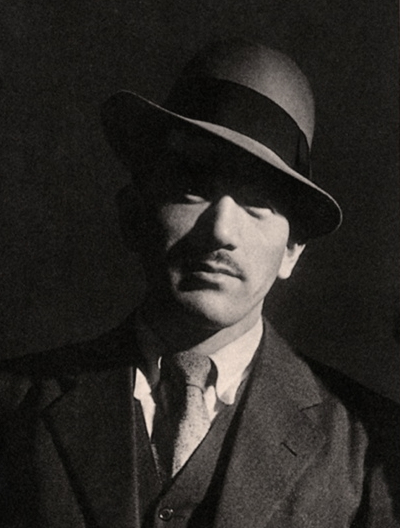
小津安二郎は、1933年から山中と親交を結び、山中の作品にも影響を与えた。

1933年6月、山中はマキノ時代の先輩だった滝沢英輔と親しくなり、滝沢を通じて松竹京都撮影所の監督だった井上金太郎が音頭を取って結成した「監督八人会」の一員に加えられた。監督八人会は、各社の時代劇映画の新鋭監督たちが何となく月一回位集まって飲み語るために結成された、さしずめ鯨飲クラブのような懇親会で、山中以外のメンバーは井上、滝沢、荒井良平、並木鏡太郎、松田定次、石田民三、秋山耕作だった。『鼠小僧次郎吉』撮影中の同年10月には、井上の紹介で松竹蒲田撮影所の監督の小津安二郎と知り合い、祇園で酒を飲み、映画の話をして一夜を明かした。小津はその時の山中の印象について、「忙しい中を風邪心地で悠々一夜を明したその附合のよろしさ。その後姿に僕は誠に好ましいしぶとさを感じた」と述べている。
1934年1月7日、山中は修学旅行以来となる東京へ行き、翌日にキネマ旬報社に勤務していた岸を訪ねた。山中は岸に連れられて松竹蒲田撮影所を訪れ、そこで小津と再会し、小津の親友である清水宏と初対面した。山中、小津、清水、岸の4人は、たまたま東京に遊びに来ていた井上を加えて、湯河原温泉の旅館で大いに飲み語ったり、横浜本牧のチャブ屋へ行ったりして遊び回り、交友を深めた。さらに山中は小津たちの紹介で、映画批評家の筈見恒夫、脚本家の野田高梧、画家の岩田専太郎と知り合いになった。この時以来、山中と小津は最も深く親しい友人となったが、山中は小津の作品にも強く傾倒し、その影響を受けるようになった。
京都に戻った山中は、日活と提携していた片岡千恵蔵プロダクション（千恵プロ）に出向し、その主宰者である片岡千恵蔵主演の『風流活人剣』（1934年）を撮影した。この作品では長屋で暮らしながら親の仇を探す浪人の恋を描いており、その題材や設定などには小津の現代劇『出来ごころ』（1933年）の影響が見られた。批評家からは生活描写や心理追求の面で好評を受け、キネマ旬報ベスト・テンでは5位に選ばれた。この作品の公開後の3月18日には再び上京したが、前回の上京で本牧のチャブ屋の異国情緒あふれる雰囲気を気に入った山中は、いきなり本牧のチャブ屋に旅装を解き、そこから清水に電話をして唖然とさせた。そのあとに小津と会い、一緒に歌舞伎を見物したり、深川の小津の家に泊まりに行ったりして、約1週間の東京滞在を楽しんだ。

### 鳴滝組の結成
1934年3月から4月にかけての頃、山中は京都市右京区鳴滝へ転居した。当時の鳴滝には、監督の稲垣浩、滝沢英輔、鈴木桃作、脚本家の八尋不二、三村伸太郎、旧知の藤井滋司が住んでおり、山中は彼らと交友を深めるうちにその人柄と鳴滝の空気の良さを気に入り、移住することを決めたという。山中が鳴滝に移住してからは、彼らとの交流がますます深まり、よくみんなで集まっては飲みながら映画の話をした。そのうち山中たちは、日活を辞めて失業状態となっていた滝沢に仕事のチャンスを与えるために、『右門捕物帖 二百十日』（1934年）のシナリオを共同執筆した。この時の執筆者は山中、稲垣、八尋、滝沢の4人で、「梶原金四郎」という共同ペンネームを名乗った。これをきっかけにして山中たち鳴滝在住の映画人は「鳴滝組」というシナリオ執筆集団を結成し、みんなで集まって時代劇映画のシナリオを書くようになった。
同年7月には再び山中、稲垣、八尋、滝沢の4人で、鳴滝組の2作目となる小石栄一監督の『勝鬨』（1934年）のシナリオを共同執筆した。この作品から鳴滝組は「梶原金八」という共同ペンネームを名乗り、初期メンバーの山中、稲垣、滝沢、八尋に、三村、鈴木、藤井、そして山中を慕って鳴滝に移住した後輩の萩原遼を加えた8人のメンバーで、1937年までに鳴滝組同人や友人たちが監督した20本近くの時代劇映画のシナリオを共同執筆した。梶原金八はいつも8人が全員集まって執筆したわけではなく、その都度手の空いている人たちだけが集まり、旅館に籠もったり旅行を楽しんだりしながら、旅先でみんなでアイデアを出し合ってシナリオを執筆した。シナリオの執筆や構成は常に山中が中心におり、山中が執筆に関与していない梶原金八作品はたった2本しかなかった。そのため八尋は「鳴滝組、梶原金八は山中を軸として回転していたと言っていい」と述べており、稲垣も「梶原金八のカラーは山中に拠って作り上げられた」と述べている。
鳴滝組を結成した頃の山中個人の活動は、まず4月に新人監督の尾崎純のために『ヘリ下りの利七』（1934年）のシナリオを執筆し、その次に再び千恵プロへ出向し、6月に自身初のサウンド版作品となる伊勢野重任原作の『足軽出世譚』（1934年）を撮影した。8月には日活時代劇の秋季大作を予定した『荒木又右衛門』のシナリオを執筆し、自身初の初のトーキー作品として監督するはずだったが、日活社長の中谷貞頼に尺数と撮影日数を制限するように命じられ、それが原因で製作部長兼脚本部長の永田雅一が中谷と衝突して辞任するという騒動が起き、その影響で製作延期となった。この頃に撮影中だった鳴滝組2作目の『勝鬨』も分裂騒動の余波で撮影が遅れ、さらに監督の小石が3分の1のシーンを撮り残したところで演習召集を受けたため、鳴滝組のメンバーと相談の末、山中が応援監督として残りのシーンを撮影した。9月には荒井監督、大河内主演の『水戸黄門 来国次の巻』（1934年）のシナリオを執筆した。荒井監督の『水戸黄門』は『来国次の巻』と『密書の巻』『血刃の巻』（1935年）の3部構成になるが、山中はそのすべてのシナリオを執筆している。

### トーキーへの移行

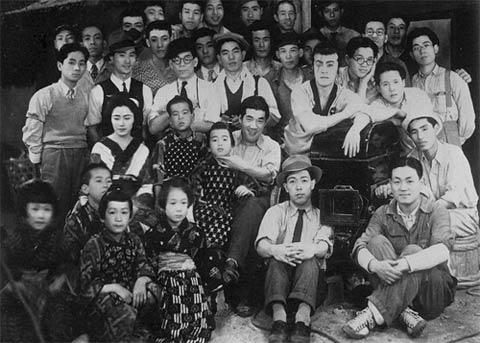
『丹下左膳余話 百萬両の壺』（1935年）撮影時のスタッフやキャストとの記念撮影。中央の子役の顎を触っている人物が山中である。

1934年10月、山中は鳴滝組の三村と萩原の3人で、伊豆へ温泉旅行をしながら『雁太郎街道』のシナリオを執筆し、梶原金八原作（この作品だけ名義は梶原金六となっている）による鳴滝組作品とした。『雁太郎街道』は親分を振って逃げた茶屋の酌婦と、懸賞金目当てに酌婦を捕まえた流れ者が繰り広げる恋愛道中記である。この作品は3度目の千恵プロの監督作品で、10月から11月にかけて撮影を行った。山中にとって初めてのトーキー作品となり、千恵プロ技師の塚越成治が作った「塚越式トーキー」を用いたが音声技術は不十分で、俳優の発声や音と動作の一致もうまくいかなかった。それでも作品は好評を受け、キネマ旬報ベスト・テンでは10位に選ばれた。これ以後の山中の監督作品はすべてトーキーで作られ、シナリオは三村とのコンビが中心となった。
同年12月には三村と銀閣寺近くの宿屋で、大河内主演の『国定忠次』（1935年）のシナリオを執筆し、12月後半から翌1935年1月にかけて日活太秦撮影所で撮影した。『国定忠次』は信州の旅籠を舞台にして、関所を破って逃げ込んだ国定忠次とさまざまな事情を持つ泊り客たちの人生模様を描いた作品である。この作品は日活が導入していたウエスタン・エレクトリックのトーキー方式を使用しており、『雁太郎街道』の時よりも録音技術の質が大幅に向上した。批評家からは、唄や音の効果的な使用や会話が自然であることなど、前作で見られなかったトーキーの表現技法が成功していると高く評価された。岸松雄は「山中貞雄は『国定忠次』によってトーキー作家としての真価を明らかにした。これは日本トーキーの一つの勝利である」と評し、飯田心美は「1935年現在までに於ける日本トーキー傑作の一つ」と呼んだ。また、キネマ旬報ベスト・テンでは5位に選出された。
1935年2月、山中は鳴滝組メンバーの藤井と稲垣、それに井上、秋山、荒井の6人で福井県の芦原温泉へ旅行し、そこで3本のシナリオの執筆に関与した。旅行から戻ると、日活での次回監督作『丹下左膳余話 百萬両の壺』（1935年）のシナリオを三村と完成させ、4月から6月まで撮影した。この作品は林不忘原作、伊藤大輔監督と大河内主演の『丹下左膳 第一篇』（1933年）と『丹下左膳 第二篇 剣戟の巻』（1934年）に続く完結篇として企画されたものだったが、伊藤の日活退社で山中が後を引き継ぐことになった。丹下左膳は大河内の当たり役で、伊藤作品では悲愴感のある英雄として描かれたが、山中はそれとは全く異なる人情味のある庶民的なキャラクターに変え、コメディ仕立てに描いた。そのため林不忘側から原作と内容が大幅に異なると抗議され、止むを得ずタイトルに「余話」を付け、本筋とは違う作品ということにして公開された。
同年6月末、山中は稲垣と『関の弥太ッぺ』（1935年）を共同監督した。作品は日活のお盆興行用の目玉商品として7月上旬の完成を目指したが、大雨で撮影所が浸水して使用できなくなり、それで完成が間に合わなくなったこともあり、わずか12日間で作品を撮り上げ、予定の封切り日に間に合わせた。この前後には自分の仕事をこなしながら、梶原金八で滝沢監督の『太閤記 藤吉郎走卒の巻』（1935年）、荒井監督の『突っかけ侍』（1935年）のシナリオを共同執筆した。『関の弥太ッぺ』公開後の夏には、滝沢、八尋、井上、秋山、並木とともに長い旅に出た。一行は飛騨高山から焼岳を越えて上高地へ出、それから箱根、熱海、東京、鬼怒川温泉などへ足を延ばした。旅の途中には小津や清水も合流し、みんなで大いに飲み騒ぎ、夜を徹して映画を語り合った。この旅行には三村と稲垣も加わり、梶原金八で井上監督の『蹴手繰り音頭』前後篇（1935年）のシナリオを共同執筆した。

### 前進座との提携

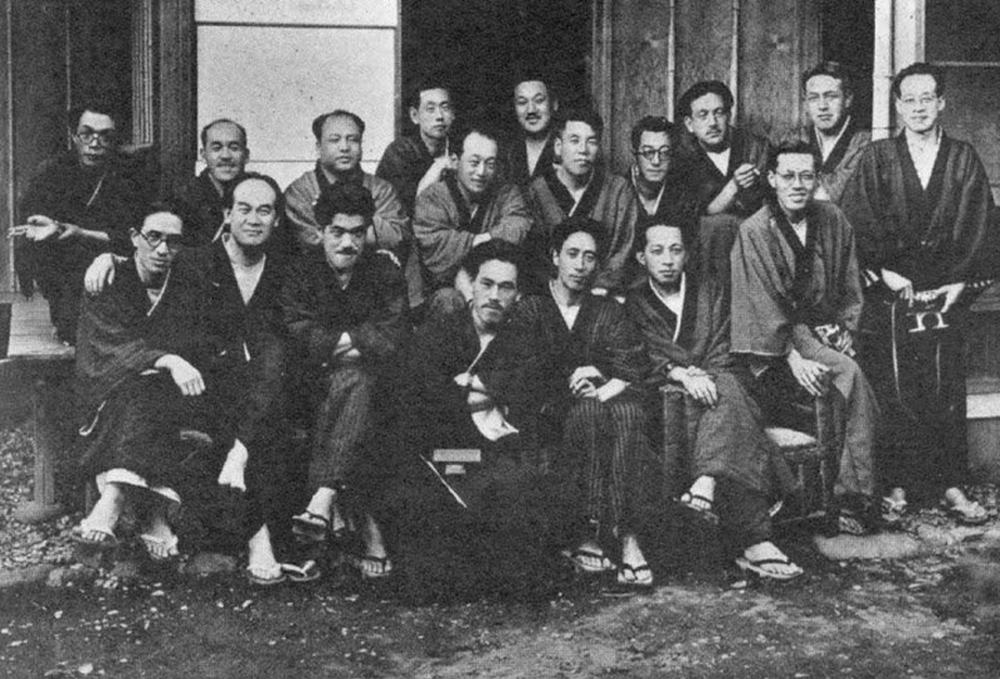
日本映画監督協会発足時の記念写真（1936年）。前列左から3人目の口髭を生やした人物が山中である。

1935年春の『丹下左膳余話 百萬両の壺』の撮影中、山中は稲垣や同作の出演者の沢村国太郎とともに、前進座の俳優たちが出演した池田富保監督の『清水次郎長』（1935年）の撮影を見物した。前進座は歌舞伎界の封建制に反旗を翻した四代目河原崎長十郎や三代目中村翫右衛門などの歌舞伎俳優が結成した劇団で、同年に日活とユニット製作の契約を結んでいた。山中は前進座の若々しさや謙虚さ、芸道修業の熱心さに感心し、彼らと一緒に仕事をしたいと思うようになり、自分から進んで前進座との仕事を申し出た。
山中と前進座の最初の提携作品は、長谷川伸原作の『街の入墨者』（1935年）で、山中が単独でシナリオを書き、1935年9月から10月にかけて撮影を行った。『街の入墨者』は前科者であるが故に世間から冷たい目を向けられる男の悲劇を描いた作品で、長十郎がその前科者、翫右衛門が彼をかばう義弟を演じ、前進座の女形の五代目河原崎国太郎を芸者役で起用するという野心的な試みも行われた。作家の川崎長太郎が「日本に於いて写実主義の映画と名をつけ得られる最初の作品」と賞賛したように、批評家からは「時代劇映画におけるリアリズムの到来を実感させる作品」と高く評価され、とくにリアリスティックな生活描写や自然な日常会話などを褒められたが、女形の起用は不評だった。キネマ旬報ベスト・テンでは2位に選出され、興行的にも成功を収めた。
『街の入墨者』完成後の10月末、山中は完成を急かされていた稲垣監督の『大菩薩峠 第一篇 甲源一刀流の巻』（1935年）の応援監督に駆け付けた。その間には予備役の教育召集を受けたが、入隊は延期されている。11月には大河内主演の次回監督作『怪盗白頭巾』前後篇（前篇は1935年、後篇は1936年公開）のシナリオを三村と執筆し、すぐに撮影を始めたが、撮影中の12月7日には母のヨソが68歳で亡くなった。母想いだった山中は、1925年に父を亡くしてから母に育てられ、独立してからも一緒に暮らしていたため、母の死に対する落胆ははげしかった。『怪盗白頭巾』は雲霧仁左衛門の物語をコメディ仕立てに映画化した作品で、それまでの山中作品と同様に明るい内容だったが、母を亡くしてからの作品は内容が多少暗いものになっていった。
1936年1月、母を失った山中は自宅にひとりいることに寂しさを感じ、城崎温泉へ行ってスキーをした。そこへ鳴滝組メンバーの稲垣、八尋、滝沢が合流し、鳥取県の皆生温泉で滝沢監督の『宮本武蔵 地の巻』（1936年）のシナリオを執筆し、それから関の五本マツ、松江、出雲を旅行した。旅行から戻るとすぐに三村と、2度目の前進座との提携作品となる『河内山宗俊』（1936年）のシナリオを執筆し、2月から4月にかけて撮影した。『河内山宗俊』は松林伯圓の講談『天保六花撰』を基にした河竹黙阿弥の歌舞伎演目『天衣紛上野初花』を自由に改変した作品で、長十郎演じるヤクザ者の河内山宗俊と翫右衛門演じる金子市之丞が、命をかけて2人のマドンナ的存在である娘を守るという物語であるが、批評家の評価はあまり芳しくなかった。
『河内山宗俊』撮影中の3月、日本映画の代表的監督たちが互いの親睦を図るとともに、日本映画の向上に尽くす目的で日本映画監督協会を結成し、山中もその発足メンバーに名を連ねた。また、その前後には同じく発足メンバーの溝口健二、内田吐夢、伊丹万作などと知己を得た。5月には大河内主演のお盆興行用映画『海鳴り街道』（1936年）のシナリオを梶原金八で執筆し、6月から8月にかけて撮影した。『海鳴り街道』も講談『天明白浪伝』中の稲葉小僧の物語を映画化した作品で、批評家からは「トーキーによって講談の世界を再構成したに過ぎない」と指摘され、その評価は山中作品の中で最も低かった。この前後には荻原の監督昇進のために『お茶づけ侍』（1936年）のシナリオを執筆し、さらに未完のシナリオ『荒木又右衛門』（1936年）を萩原の監督2作目にするため完成させた。一方、自分の監督作については、日活へ三好十郎原作の『斬られの仙太』の映画化を申し込んだが拒否され、その次に企画した邦枝完二原作の『浮名三味線』も実現せず、結局同年秋は1本も監督作を作ることがなかった。

### 東京時代

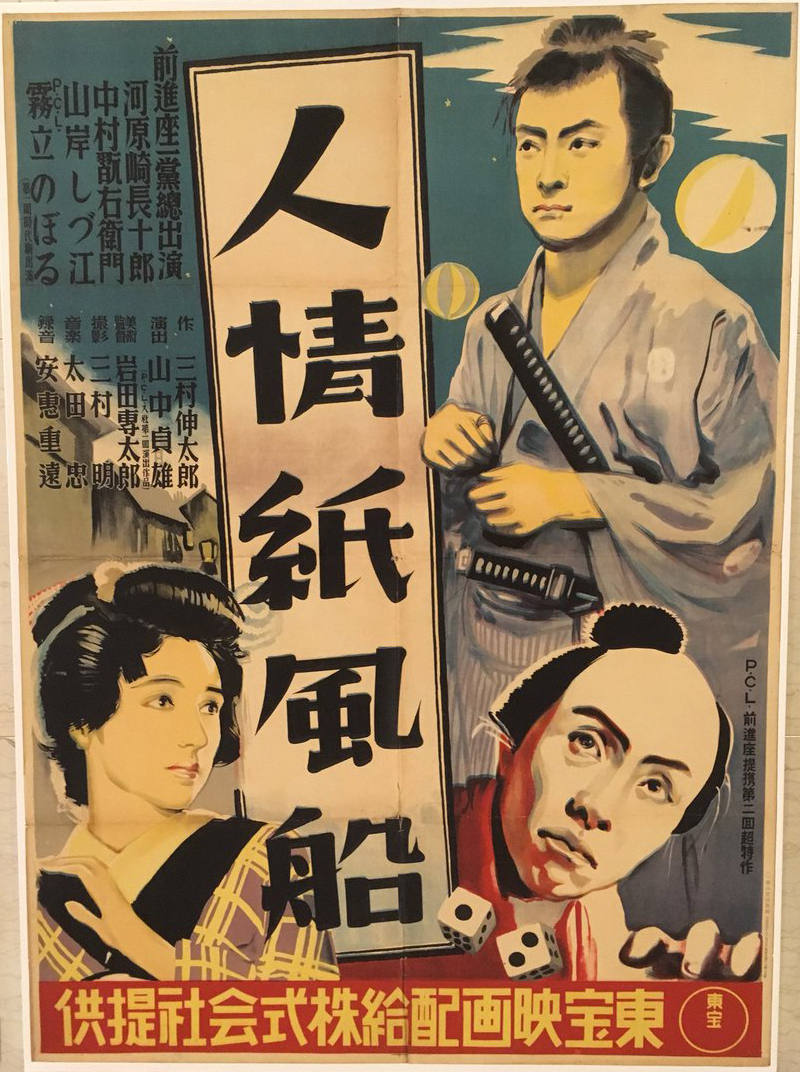
山中の遺作となった『人情紙風船』（1937年）のポスター。山中はこの作品の封切り当日に召集令状を受け取った。

『海鳴り街道』の不評により、山中はスランプに陥ったと見なされるようになった。秋山によると、この頃の山中は「わいもうあかんね」と吐露するほど苦悶していたという。それと同時に梶原金八も、鳴滝組が目指した時代劇の新形式や内容がパターン化し、その存在理由が薄れて行き詰まりが見えてきたことに加え、萩原が監督に昇進したり、滝沢が東京へ活動拠点を移したりするなどして、メンバーが散会し始めていた。そんな中、すでに東京の空気に触れていた山中も、行き詰まりを打開しようと東京へ出たがるようになった。滝沢によると、山中は小津や清水などと深く交際すればするほど東京行きへの気持ちが強まり、「東京へ出んとあかん」と口癖のように言っていたという。
1936年8月、前進座が映画製作の提携先を日活から東京のP.C.L.映画製作所（東宝の前身会社のひとつ）へ移転した。P.C.L.は東京へ移転した滝沢の入社先でもあり、同年10月に山中は滝沢の入社第1回作品で、前進座とP.C.Lの初提携作品となる『戦国群盗伝』（1937年）のシナリオを執筆し、単独執筆ながら梶原金八名義とした。この前後に山中は前進座からP.C.L.入社を強く要請され、同年末までにP.C.L.入社の仮契約を交わした。この頃に日活での最後の作品となる『森の石松』（1937年）のシナリオを執筆し、翌1937年1月に撮影を始め、3月に完成した。『森の石松』は意気がってヤクザになった森の石松が抗えぬ運命の中で惨死するまでを描いており、石松が滅多斬りに殺されるラストシーンの凄惨さは人びとに強烈な感銘を与えた。
1937年3月、山中は『森の石松』完成後に日活を退社し、4月1日付でP.C.L.へ入社するため上京した。しばらく旅館住まいを送ったのち、滝沢と赤坂区青山南町の借家に同居し、やがて監督志望で上京した甥の加藤泰も同居した。東京へ出てきた山中は、野球やラグビーを観戦したり、新劇の新協劇団や前進座の舞台を鑑賞したり、毎夜のように銀座で飲み歩いたりして東京生活を満喫した。滝沢によると、山中は子供のようにはしゃぎ、見るもの、聞くものすべてが楽しそうだったといい、「東京はええわ。東京へ出て来てよかった。俺は、二度と京都へは帰らん」と言ったという。
同年3月中に山中のP.C.L.入社第1回作品は『人情紙風船』（1937年）と決まり、三村にシナリオ執筆を依頼したが、三村が書き上げたシナリオはあまりにも長過ぎたため、山中が箱根温泉で改稿を行い、6月にようやく完成稿が仕上がった。撮影は6月下旬から7月下旬にかけての1ヶ月間で終了した。『人情紙風船』は黙阿弥の歌舞伎演目『梅雨小袖昔八丈』が原作で、前進座がユニット出演した。作品は大商人と結託したヤクザの親分の鼻を明かすために大商人の娘を誘拐した髪結い新三と、その誘拐の片棒を担いだ就職活動中の浪人の物語を中心に、貧乏長屋の住民たちの人間群像をペシミスティックに描いている。キネマ旬報ベスト・テンでは7位に選ばれたが、これまでの山中作品とは異なる陰惨な内容だったため、批評家からはその雰囲気に同調できないとの声が上がった。後年にはそれが軍国主義が台頭し自由主義が閉塞する暗い世相に対する小市民の感情や、山中自身の心境を反映したものと分析された。

### 日中戦争と死
1937年7月、『人情紙風船』の撮影中に盧溝橋事件が勃発し、日中戦争が始まった。山中はスタッフたちと召集の心配をしていたが、同年8月25日の『人情紙風船』の封切り当日、撮影所で完成試写を終え、芝生で雑談をしていた山中のもとにも召集令状が届いた。その場に居合わせた岸松雄によると、召集令状を受け取った山中はタバコに火がつけられないほど手を震わせていたという。その翌日、山中は小津の自宅を訪れて祝盃をあげたが、一向に気分が晴れず沈黙が続き、小津が励ましの冗談を言っても話は弾まなかった。8月27日に平安神宮で出征壮行会が行われ、8月31日には伏見の第16師団歩兵第9連隊に陸軍歩兵伍長として入隊し、補充部隊第3中隊に編入された。その10日後には小津も召集され、山中よりも先に中国へ出征した。
10月8日、山中は前進座の人たちに見送られながら、神戸港から運送船に乗って出帆し、10月17日に中国の大沽に上陸した。その後、石家荘を経て寧晋へ入り、そこに駐屯する北支那方面軍第2軍の第16師団（中島今朝吾中将）歩兵第9連隊第1大隊第4中隊に編入され、その中隊の第3小隊の第2分隊長に任命された。山中の所属する第16師団は第二次上海事変のため上海派遣軍に編入され、大連から船で上海方面へ進み、第3小隊の任務とする弾薬輸送隊の援護を務めた。すでに上海は中国軍が退却したあとであり、第16師団は南京攻略戦のため南京を目指して大陸内奥へ侵攻した。山中の第3小隊も戦闘部隊として泥まみれになりながら悪路を行軍し、常熟、無錫、常州、金壇、句容を経て、12月9日には南京城外の紫金山に到達し、山頂へ突撃するため最前線に立った。12月15日に南京が陥落したあと、山中の第3小隊は句容に駐屯し、そこで新年を迎えた。
1938年1月12日、山中のもとを小津が訪ねて来た。2人はわずか30分の面会時間でたくさん語り合い、日本映画監督協会宛てに「南京で会ってお互いの無事を喜んでおります 小津安二郎」「悪運の強いのが生き残っています 山中貞雄」と寄書きをした。2人は「今度会う時は東京だ」と手を握りあって別れたが、これが2人の最後の対面となった。2月19日、第16師団が北支那方面軍第一軍に編入されたことで、山中は部隊とともに句容を出発して河北省へ向かい、3月から4月にかけて河北裁定作戦や占領地の粛正作戦に参加し、その間の4月1日には軍曹に昇進した。4月18日には戦地に持ち込んでいた『従軍記』と題したノートに遺書をしたためている。そこには次のようなことが書かれていた。
〇陸軍歩兵伍長としてはこれ男子の本懐、申し置く事ナシ。
〇日本映画監督協会の一員として一言。『人情紙風船』が山中貞雄の遺作ではチトサビシイ。負け惜しみに非ず。
（中略、保険金や借金返済について）
〇最後に、先輩友人諸氏に一言　よい映画をこさえて下さい。以上
4月24日からは徐州会戦に参加し、5月19日の徐州占領後は隴海線沿いを西進して追撃戦に参加した。6月12日には中国軍が黄河決壊事件を起こしたことで、河南省の大部分に黄河の濁水が流れ出し、山中たちは約1ヶ月間、褌一丁の裸になって洪水地帯で戦闘に従事した。しかし、その時に濁水を飲み込んだのが原因で急性腸炎を発病し、7月19日に開封市内の第16師団第2野戦病院に入院し、8月には同市内の第5師団第2野戦病院に転送された。病状は一向に良くならず、8月15日付の井上宛の手紙には「下痢が酷い」と書いていた。9月2日には開封野戦予備病院へ移り、第28班患者療養所に収容された。収容時の山中は食欲不振で栄養が足らず、るいそう甚だしく重体とされた。9月7日頃には病状が落ち着いて経過良好となりつつあったが、9月17日午前6時半頃に突如病状が悪化し、同日午前7時に死亡した。満28歳だった。

### 没後
1938年10月4日、山中の訃報は京都の原隊から発表された。山中の死は同時代の映画人に深い衝撃を与え、稲垣は「山中の死は全映画人が悲しんだ」と述べている。訃報は信陽市にいた小津のもとにも届き、山中の死が「とても信じられない」と述べている。11月15日には東京の芝の増上寺で慰霊祭、九段の軍人会館で「山中貞雄を偲ぶ会」が行われ、11月17日には京都の金戒光明寺でも慰霊祭が行われた。12月23日に遺骨が京都へ還ったが、白木の箱の骨壺の中に骨は入っていなかった。映画評論家の千葉伸夫によると、遺骨は開封市内に埋められた可能性があるという。同日に山中を含む殉国勇士に対する合同告別式が行われ、山中家の菩提寺である京都市上京区の大雄寺に骨壺が納められた。戒名は至道院殉山貞雄居士。没後に陸軍歩兵曹長に進級した。
山中の死によって、中心人物を失った梶原金八は自然解消となり、鳴滝組の活動も停止した。1939年には鳴滝組メンバーが山中の遺稿シナリオ『木屋町三條』を梶原金八名義で脚色し、山中の追悼映画として萩原監督、前進座の出演で『その前夜』のタイトルで映画化した。1941年6月には山中の友人知人たちによって親睦団体「山中会」が結成され、9月に同会が大雄寺の境内に「山中貞雄之碑」を建立し、小津が碑文を揮毫した。10月には同会がその年で最も意義ある仕事をした新人監督に贈るために「山中賞」を設けたが、授与はわずか3回で中断した。以後、山中会は毎年命日を期して会合を行い、1971年に解散したが、1984年9月に三浦大四郎や黒木和雄らによって「山中忌（山中貞雄を偲ぶ会）」として再開し、その時に開封の土が墓に埋められた。その後、山中忌は京都在住の映画愛好家に主催が受け継がれ、現在まで毎年命日の前後に大雄寺で催されている。

## 作風

### 髷をつけた現代劇

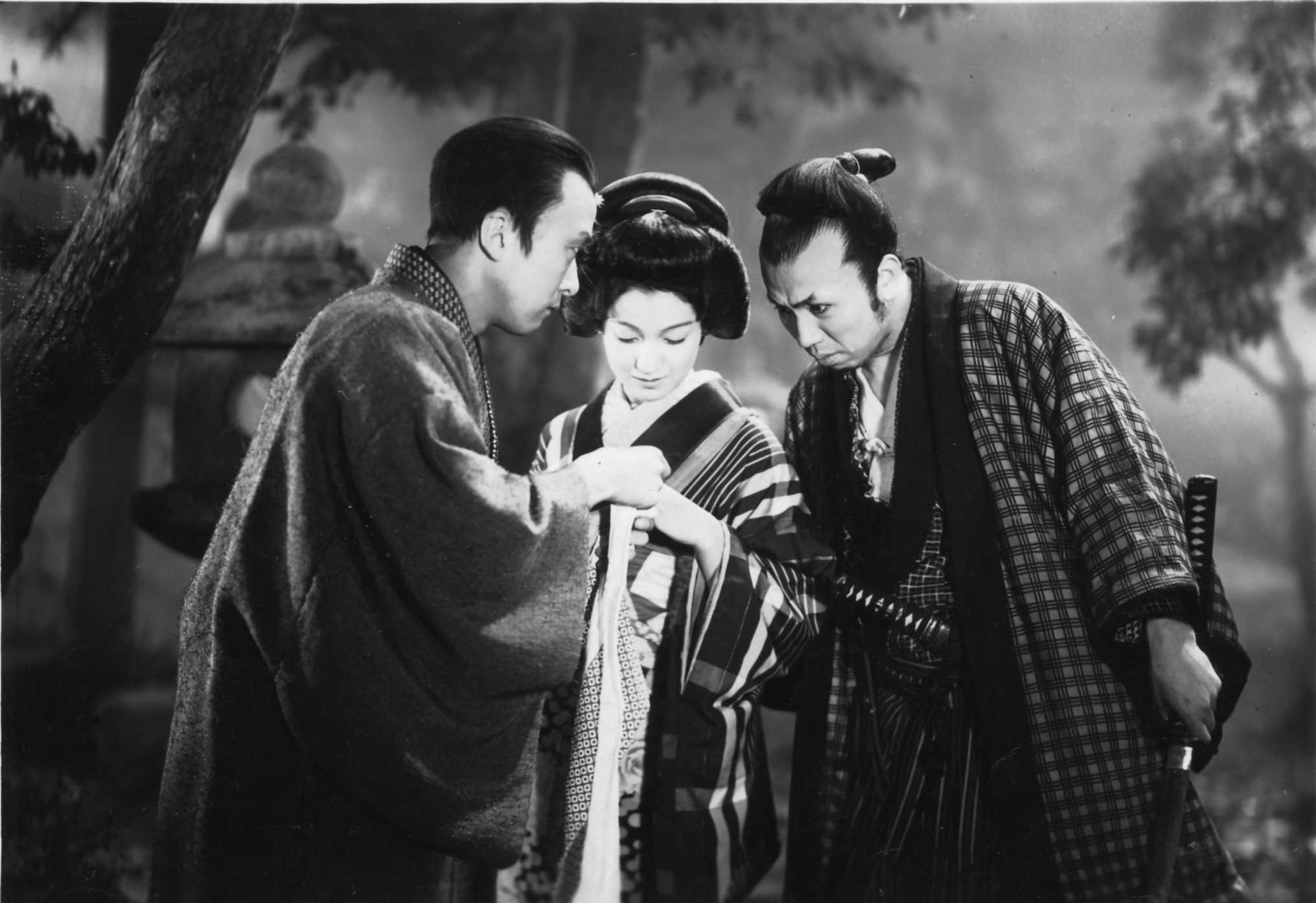
『河内山宗俊』（1936年）は、主人公のヤクザの宗俊や金子市之丞を現代の小市民と等身大の人物として描き、小市民映画的な日常生活の表現を取り入れた「髷をつけた現代劇」の1本である。

山中の監督作品とシナリオは、山中が執筆の中心にいた梶原金八の作品を含めて、すべて時代劇映画である。その時代劇映画の特徴は、現代の小市民と同じような日常生活感や庶民感情、または軽快なユーモアやペーソスを採り入れたり、セリフも従来の時代劇映画の「左様然らば」調ではなく、現代語の日常会話に変えたりしたことで、それまで現代劇と完全に区別されていた時代劇を現代劇のような表現で撮影したことが特徴的である。映画評論家の筈見恒夫は、それを「現代の小市民が髷をつけて時代劇の雰囲気に住んでいる」と表現している。こうした特徴を持つ山中と梶原金八の作品は「髷をつけた現代劇」と総称されており、とくに山中のそれは「時代劇の小市民映画」とも呼ばれている。小市民映画は1930年代前半に流行した小市民の日常生活や庶民感情を主題とした現代劇映画のことである。山中の「時代劇の小市民映画」は、小市民映画の代表的監督で親交のあった小津安二郎作品の影響を受けており、その題材やスタイルを受け入れて創造したものである。
このような山中の「時代劇の小市民映画」の作風が確立し始めたのは『風流活人剣』辺りからであり、筈見はその主人公である長屋に住む失業浪人の中に現代人の憂鬱と無気力が反映されていると指摘している。それ以後の『国定忠次』『丹下左膳余話 百萬両の壺』『街の入墨者』『河内山宗俊』『人情紙風船』などの作品は、江戸時代の庶民たちの生活、とくに長屋の住人たちの生活や人間群像を描き、そこに小市民映画的な特性を与えており、映画史研究者の山本喜久男はそれらの作品群を「長屋もの」と呼んでいる。しかし、『風流活人剣』以前の作品である『磯の源太 抱寝の長脇差』『小判しぐれ』などの流れ者のヤクザを主人公にした股旅物にも、現代の小市民の感情や思想が反映されており、小市民映画的なスタイルが見られることが指摘されている。
山中や梶原金八は「髷をつけた現代劇」を志向するために、従来の時代劇映画とは異なる登場人物を造形した。従来の時代劇映画の主人公は英雄豪傑や封建的な侍の忠義を尽くす人物や、伊藤大輔作品に代表されるような仰々しく怒号を叫喚するニヒルで反抗的な人物である場合が多かった。山中や梶原金八はそれに対するアンチテーゼとして、長屋の住人のような庶民や、侍の忠義にとらわれない浪人やヤクザなど、市井のどこにでもいるような人物を主人公にし、それも明るくて現代人と同じような人物として描いた。映画評論家の佐藤忠男は、山中作品の登場人物のタイプは、才気や度胸があり、人情やユーモアをわきまえた粋な人物であると指摘し、そのような描き方で「時代劇の登場人物に現代に生きている人間と同じデリケートな感情を通じさせた」と述べている。山中はそれまで反逆的な悲劇の英雄として描かれてきた国定忠治や丹下左膳のような人物でさえも、『国定忠次』『丹下左膳余話 百萬両の壺』で市井の庶民と同じような人物に変容して描いている。とくに『丹下左膳余話 百萬両の壺』では、伊藤作品などで悲愴な怪剣士として知られた左膳を、女房の経営する矢場の用心棒としてヒモ同然の生活を送り、女房の尻に敷かれながら孤児の世話に焼く、ユーモアのある子供好きでお人好しの庶民的な人物として描いている。

### 映画話術

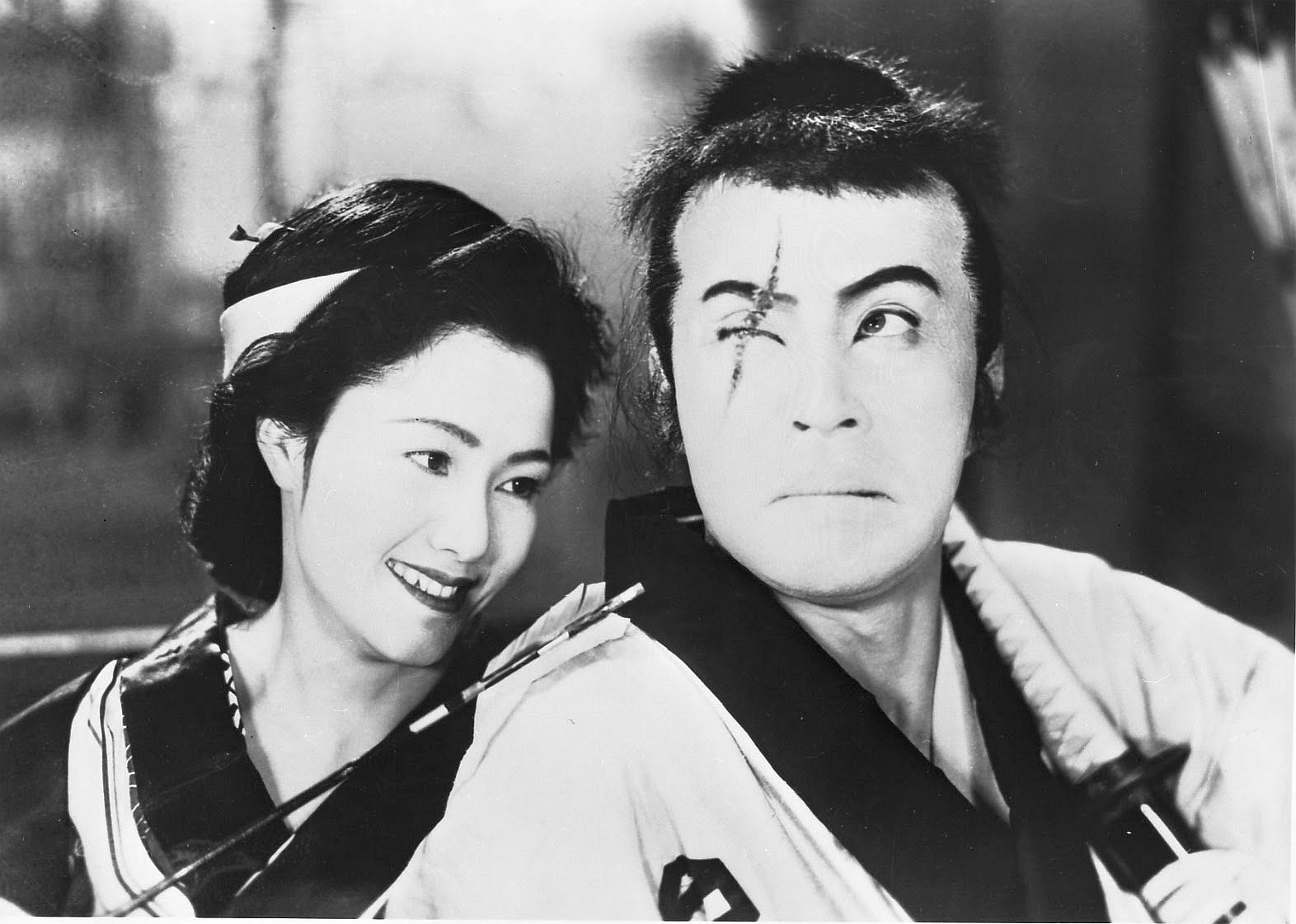
『丹下左膳余話 百萬両の壺』（1935年）のいくつかのシーンでは、「逆手の話術」と呼ばれる映画話術が使用されている。

山中のサイレント映画時代の作品では、インタータイトル（中間字幕）を単に会話字幕や説明としてではなく、画面と同質の機能を持つショットとして扱い、その字幕を画面とリズミカルに交互に組み合わせるという独自の映画話術を確立した。その特徴は会話字幕を七五調にし、5字や7字程度の句ごとに字幕を分割して画面と組み合わせたことであり、それによって独特の韻律、動感、情緒を作り出した。例えば、『磯の源太 抱寝の長脇差』で主人公が喧嘩相手のもとへ走って行くシーンでは、「矢切一家に」「助ッ人一人」「常陸の国は」「茨城の郡」「祝の生まれ」「磯のッ」「源太郎だ!」という主人公の名乗りを表現した分割字幕と、土手の上を走る主人公の移動撮影の画面を交互につないでおり、映画評論家の滋野辰彦はそれによって斬新なスピード感とスッキリとした快いリズムが作り出されていると指摘している。
『小判しぐれ』の分割字幕と画面の組み合わせは、山中の映画話術の有名な例であり、加藤泰は「今日なお無声映画を語る場合、その時代劇映画を語る場合、伝説的にさせなって語り継がれる名場面」と述べている。それは江戸を追われた主人公が川へ飛び込み、その時に主人公の笠が流れて行くというシーンで、「流れて」「流れて」「此処は」「何処じゃと」「馬子衆に問えば」「此処は信州」「中仙道」という民謡風の細分された字幕を、美しい山野や街道などのショットと組み合わせることで、時間経過や空間の変化を表現するという方法である。山本は、この映画話術が謡曲などに使われた表現形式で、旅の風景やそれに対する心理を表現する道行文のようであると指摘し、「映像の道行文」と呼んでいる。「映像の道行文」の性質を持つ字幕と画面の組合せはほかの作品でも用いられており、例えば、『盤獄の一生』で社会の欺瞞に遭遇し続けた主人公が、旅をしながら乞食やインチキな五目並べに騙されるシーンでは、その映像を挟みながら「騙されて」「また騙されて」「日が暮れる」という七五調の字幕を挿入している。
トーキー時代の作品『丹下左膳余話 百万両の壺』では、「逆手の話術」と呼ばれる映画話術を使用したことで知られている。逆手の話術は、あるショットから次のショットへと場面を転換する時に、前のショットで登場人物が否定していた事柄を、次のショットでは肯定してしまうというように、逆手にショットをつなぐことでコミカルな効果を生み出すという手法である。この作品では逆手の話術が5回使われており、例えば、丹下左膳が矢場を営む女房に客を送って行けと言われ、絶対に行かないと駄々をこねて言い張るショットを示したあと、次のショットでは左膳が客を連れて夜道を歩いている。

### 表現スタイル
山中は時代劇映画に欠かせないチャンバラシーンや人を殺す描写を、別の画面や小道具を使用して間接的に描写することで、省略したり極度に抑制したりしている。例えば、『磯の源太 抱寝の長脇差』で主人公が浪人と争うシーンでは、刀で破れた障子の穴から覗くようにして隣室の壁に貼られた錦絵を写し、そこに描かれているさまざまな立ち回りの絵を素早いショット転換でつなぐことで、チャンバラシーンを間接的に描写している。『口笛を吹く武士』で主人公が人を斬るシーンでは、人が斬られて倒れるショットの代わりに、月光の中を木の葉が落ちていく映像を挿入している。千葉伸夫は、山中の殺人シーンの間接描写による省略には、殺人を忌避する思想があったと指摘している。滋野も、柔和な性格の山中にとって人を殺す描写を生々しく見せるのは好ましいことではなかったと指摘している。
山中は小道具を時間経過や画面転換などの映画話術の方法や、登場人物の性格や生活環境を表現するための手段として使用した。例えば、『風流活人剣』では盃の蒐集癖がある浪人が集めた盃を、ある時は部屋に並べられる盃の数が増えることで時間経過を表現したり、またある時は盃の揺れ動くショットで隣室での立ち回りの激しさを伝えたり、さらには浪人の明るい性格や気分を伝えるために使用している。また、『国定忠次』では宿屋の女中の運ぶ食膳が、泊り客たちの人物紹介と物語展開へのスムーズな導入の役割を果たし、『森の石松』では石松が常に弄んでいる一文銭が、石松の博打好きの性格を端的に表していることが指摘されている。山本は、このような小道具の使い方が「時代劇の小市民映画」の日常性や自然さを表現するために重要な役割を果たしており、それは小津作品の影響によるものであると指摘している。
山中作品の構図は、人物や小道具を画面の前景と後景に配置することで、遠近感と奥行きをもたせる「縦の構図」を多用しているのが特徴的である。とくに前景に小道具、後景に人物を配置し、主題が後景にくるような構図にしている。例えば、『小判しぐれ』で主人公に想いを寄せるヒロインが追想にふけるシーンでは、画面の後景にヒロインを配置し、前景には時間経過を表現するろうそくを配置している。『口笛を吹く武士』で主人公が人を斬ったあとのショットでは、前景に徳利を大きく写し、主人公と死体は後景の遠い位置に配置することで、前述した殺人描写の抑制を利かせている。山中作品のセットは縦の構図を活かすため、画面の左右に縦位置で長屋などの建物が並び、中央の路地の奥に大通りがT字型に通じているものが多く、そのセットの中で登場人物を奥から手前へ、または手前から奥へと前後に動かしている。

### 外国映画の影響

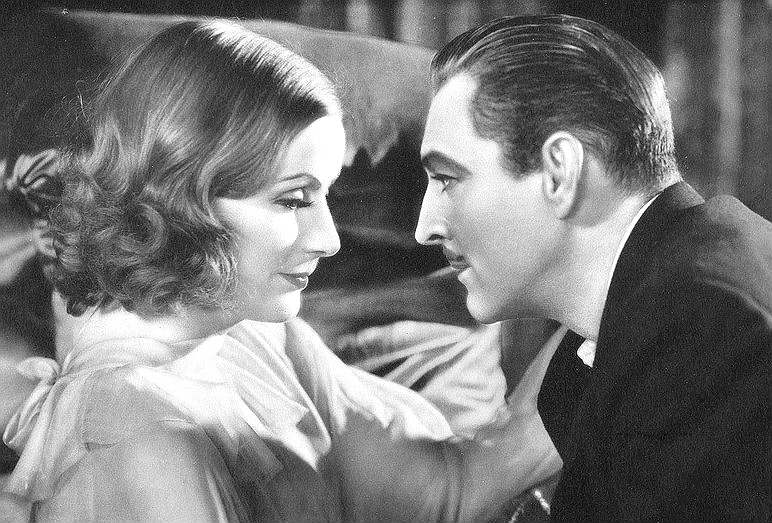
アメリカ映画『グランド・ホテル』（1932年）は、山中の『国定忠次』（1935年）の物語形式に影響を与えた。

山中は子供時代から熱心なアメリカ映画のファンであり、自身の作品にもアメリカ映画から得たアイデアをたくさん採り入れている。例えば、『磯の源太 抱寝の長脇差』や『小判しぐれ』の雰囲気描写や殺人シーンの間接描写は、ルーベン・マムーリアン監督の『市街』（1931年）で用いられた表現技法を援用しており、『国定忠次』ではエドマンド・グールディング監督の『グランド・ホテル』（1932年）の影響を受けて、ホテルなどの特定の場所を舞台にしてそこに集う人間群像を描くグランド・ホテル形式という物語形式を導入した。『丹下左膳余話 百萬両の壺』における逆手の話術も、スティーヴン・ロバーツ監督の『歓呼の涯』（1932年）で用いられた技法を踏襲したものだった。
山中作品にはアメリカ映画からストーリーを参考にしたものが多い。『雁太郎街道』はフランク・キャプラ監督の『或る夜の出来事』（1934年）を翻案した作品である。さらに『丹下左膳余話 百萬両の壺』は『歓呼の涯』、『街の入墨者』はエルンスト・ルビッチ監督の『私の殺した男』（1932年）とエドワード・スローマン監督の『フランダースの犬』（1935年）、『森の石松』はウィリアム・ウェルマン監督のギャング映画『民衆の敵』（1931年）とジョン・フォード監督の『男の敵』（1935年）から、それぞれストーリーのヒントを得ている。映画評論家の滝沢一は、山中のストーリーテリングがダグラス・フェアバンクス主演の活劇映画の作劇術の骨法を踏まえており、それにアメリカのコメディ映画のテクニックをとりいれてコメディタッチなものにしていると指摘している。
山中はアメリカ映画だけでなく、ヨーロッパ映画からも影響を受けている。『人情紙風船』はジャック・フェデー監督の『ミモザ館』（1935年）を下敷きにしており、同作を含む1930年代のフランスの詩的リアリズム映画から、第二次世界大戦前の閉塞感を反映したペシミスティックな人間描写の影響を受けている。山本によると、山中は日中戦争従軍中にジュリアン・デュヴィヴィエ監督の詩的リアリズム映画『地の果てを行く』（1935年）をヒントにして戦争映画を構想していたという。また、映画評論家の相川楠彦は、『小笠原壱岐守』におけるリズミカルな画面転換の方法が、セルゲイ・エイゼンシュテイン監督作品などのソビエト映画の影響を受けていると指摘している。

### 製作方法
山中は自ら撮影でカメラアングルとポジションを決め、編集も自分で行った。演出のための絵コンテを書くことはなく、頭の中で絵を描きながら演出した。山中の演技指導は、俳優に根本的な指示を出すだけで、具体的に「こういうふうにやれ」とか「ああいうふうにやれ」とは言わず、あとの細かい所は俳優の思うままにやらせてみて、それがよければOKを出すというやり方だった。三代目中村翫右衛門は、山中の演技指導が「自分の演出の根本の方向へ、極めて自然に各自の技能に応じて自然に引っ張り出していた。枠の中で押込めなかった」と述べている。山中がコンビを組んだスタッフやキャストには、脚本の三村伸太郎（9本）、カメラマンの吉田清太郎（9本）、俳優の大河内傅次郎（12本）、嵐寛寿郎（6本）、片岡千恵蔵（4本）、四代目河原崎長十郎や中村翫右衛門などの前進座の俳優（3本）がいる。
山中は早撮りの監督であり、とくに「ナカ抜き（中抜き）」という演出方法で撮影の効率化を図ったことで知られる。ナカ抜きは、あるシーンを撮る場合に、そのショット割りに従って順番通りに撮影していくのではなく、そのショット割りに同じカメラポジションのショットがいくつかあったとしたら、それらをまとめて先に撮ってしまい、そのあとに別のカメラポジションのショットを撮影するという方法のことであり、それによってカメラや照明を移動させる手間が省けた。この方法は後のテレビ撮影などで常識的に用いられたが、1930年代当時はほとんど行われておらず、山中が採り入れてから普及し出すようになった。加藤によると、山中のナカ抜きはワンシーンの中だけでなく、そのセットでのシーンが数回あったとしたら、その全シーンの同じカメラポジションのショットを、たとえシーンが飛んでいようと、全部先に撮ってしまい、いったん据えたカメラをなるべく動かさないようにしたという。ナカ抜きだとシーンやショットを飛ばして撮影するため、俳優たちは自分の演技やセリフがどのシーンでどのようにつながるのか見当がつかず辟易したが、山中の頭の中にはショットを組み立てる計算が全部入っており、編集時に混乱せずにぴったりとショットを合わせることができたという。

## 人物

### 人柄

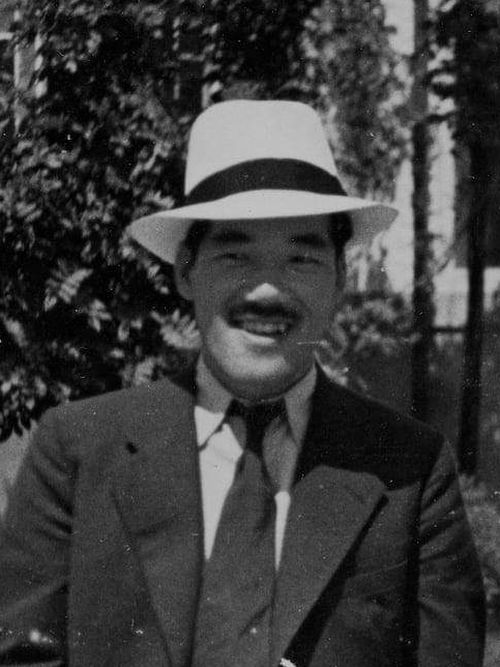
1930年代の山中。

山中は人柄がよく、誰にでも好かれるような人物であり、そうした人間性で多くの映画人から敬愛された。内田吐夢は「山中ほど人に愛され、親しまれ、信頼された男は稀であろう。誠実で嘘がなく、しかも味がある」と述べている。伊丹万作は「日本の監督の九十パーセントを私は新しい知己として得たし、この中には随分偉い人も好きな人もあるがまだ山中ほど愛すべき人はいず、山中ほどの好漢もいない」と述べており、わずか2、3回会ううちに山中を好きになったという。野田高梧も山中が「一度会っただけで、もうすぐその場から好きになれる人だった」と述べている。
山中は極端な寂しがり屋で、人懐っこいところがあった。そのため賑やかなことが好きで、酒を飲んだり、野球を観戦したり、映画を見たりする時など、どこかへ行くときはいつも友達と一緒だった。また、山中には子供っぽいところがあり、無邪気に冗談を言ったり、いたずらを仕掛けたり、人をからかったりするのが好きな茶目っ気のある人物でもあった。深水藤子によると、山中は年中ふざけてるような感じで、怒ったりすることはなく、周りの人たちから「オッサン」という愛称で呼び親しまれていたという。その一方で、無口で恥ずかしがり屋な一面があり、あまり明確に自分の意思を表したりはしなかった。そのためもあって山中の語録は少なく、遺書を除くと自分の半生を回顧したり、自作を回顧したりする言動をほとんど残さなかった。

### ペンネーム
山中は助監督時代に「社堂沙汰夫（しゃどうさだお、社堂慶太郎または啓太郎だったとする説もある）」というペンネームを名乗った。社堂というペンネームは英語のシャドウ（影）からとったものであるが、呼びにくかったため、周りからは「社汰やん」「社堂やん」もしくは「沙堂やん」と呼ばれた。シナリオライターとしてデビューしてからは本名の山中貞雄で活動したが、助監督時代を過ごしたマキノプロの所員たちは、社堂の本名が山中貞雄であることを知らなかったため、『磯の源太 抱寝の長脇差』で監督デビューすると、この評判を聞いたマキノプロの人たちから「寛プロに山中貞雄って素晴らしい監督が現れたそうやぜ。山中貞雄ってどんな人や、沙堂紹介しろよ」と言われたという。監督デビュー後は、広瀬五郎監督の『恋と十手と巾着切』（1932年）のシナリオ執筆で「阿古三之助（あこさんのすけ）」というペンネームを名乗った。

### 顔の特徴
山中は長い顎の持ち主として知られた。八尋不二は、山中の顔と顎の印象について「本当に長い顔だった。長過ぎる。特に顎が『それは余計だ』と言いたいくらい長かった」と述べている。岸松雄は「山中の顎は一度見たら忘れることの出来ぬ味を持っている」と述べているが、山中は自分の顎のことを言われるのが好きではなく、山中の前でからかい気味に顎のことを口に出すのは禁物だった。一方、助監督時代の友人の吉田信三によると、山中は自分の顎が長いことを話題にされると、よく奇声を張り上げ、左手で顎をおさえ、右手を大きく開きながら、『白野弁十郎』（『シラノ・ド・ベルジュラック』の翻案）の主人公が自分の鼻を自慢する時に言った「俺の兜の龍頭」というセリフを言っていたという。また、岸によると、山中は照れるとすぐ顎を撫でるのが癖だったという。
山中はその顔の長さで、同じ風貌の小説家の武田麟太郎と間違われることがあった。稲垣浩によると、あるバーで山中が「先生、先生」と大モテし、天下の色男ぶって悦に入っていたところ、武田と間違われていたことが分かって悔しがったという。山中が銀座を徘徊するようになった時も武田と間違われたが、この頃に銀座の酒場に出入りしていた武田も円タクの運転手から「今度は何の撮影ですか」と聞かれたという。また、山中が愛知県蒲郡の旅館に泊まった時には、宿帳に「山中貞雄」と書かれてあるのを見て驚き、女中に聞いたところ、顎の長いところや原稿を書いていたなどの点で、いたずらの主が武田だと分かり、憤然として宿帳に「武田麟太郎」と署名したという。山中は銀座の酒場で武田と知り合い、その後武田の小説を山中が映画化する話もあったが、実現はしなかった。
昭和初期の日本映画の監督には、当時流行したコールマン髭（口の上にだけ短く生やした髭）を生やした人が多かったが、山中も小津安二郎との交友が始まった頃から口髭を生やすようになった。稲垣によると、山中と同じく顔が長かった伊丹万作が井上金太郎から「髭を生やすと顔が長く見えなくなる」と教えられて口髭を生やすようになったが、この説は小津の受け売りだったといい、山中もこの説の影響を受けて口髭を生やすようになったのではないかと考えている。

### 趣味・嗜好
山中は映画監督という職業柄とはいえ、映画を見ることが大好きだった。滝沢英輔によると、山中はいつも映画のことばかり考えていて、戦地からの手紙にも必ず映画のことが書いてあったという。外国映画は残らず見なくては気が済まず、京都の松竹座で毎週作品が替わるたびに外国映画を見に行った。とりわけ西部劇や活劇映画が好きで、岸は「テキサスの平原を疾駆するカウボーイの勇ましさに中学生のような拍手を送る」人物だったと述べており、さらに映画の上映中にはノートを用意し、参考になる箇所を書き留めておくことを忘れなかったという。
山中はスポーツと名の付くものなら何でも好きだったが、運動神経は悪く、いつも観戦する立場にいた。そんな山中がとくに好んだのが野球とラグビーだった。野球では六大学野球が大好きで、東京帝国大学投手の梶原英夫のファンだった。鳴滝組が名乗った梶原金八のペンネームも、梶原英夫が打率7割以上のリーディングヒッターだったことから、山中が「10本のうち7本は当たる」と縁起を担いで発案した。1937年に東京へ移転した時には、今までラジオで観戦していた六大学野球が神宮球場で見られると言って喜び、指定席の年間パスを購入し、神宮球場近くの青山に住居を定めたが、同年秋に召集されたため、実際に観戦できたのはその年の春のリーグ戦だけとなった。ラグビーでも熱心なファンだったが自分ではやらなかった。学生時代にはラグビー部に所属していたが、本選手にはならず補欠を通した。自作にもラグビーの要素を採り入れることがあり、例えば、『盤獄の一生』で西瓜畑の番人をする主人公が西瓜泥棒に襲われるシーンでは、西瓜の奪い合いをラグビー試合に見立てて描いている。
また、山中は酒も好きで、深水によると、酒を飲みながら仕事をすることもあったという。煙草に関しても、チェリーを片時も離したことがないくらいの愛煙者で、岸によると、戦争へ行った時は煙草に事欠くことが一番辛かったと言っていたという。ほかにも山中はカメラや詰将棋を愛好した。カメラは昭和初期の映画人たちの間で流行っていたもので、山中も伊丹がカメラを持っていることを知ると、すぐにコンタックスを購入して撮影に熱を入れ、友人たちと旅行に行くたびにコンタックスを携行し、日中戦争時も戦地にコンタックスを持ち込んだ。詰将棋は問題を解くために夜を明かすことがよくあるほど凝っていた。

## 評価
山中は処女作『磯の源太 抱寝の長脇差』でいきなり映画評論家の岸松雄の賞賛を受けたことから、一躍日本映画界の新進監督として脚光を浴び、その登場は「彗星のごとく」という言葉で表現された。映画評論家の松井寿夫は、監督3作目の『小笠原壱岐守』の映画評で「僅か3本の作品で堂々映画第一線に乗り出して来て映画批評家に瞠目された者は彼を措いて外にはいないであろう」と評している。映画評論家の大塚恭一は、1933年に山中を「日本映画界全体の最も有望な監督の一人」と呼んだ。そんな山中は小津安二郎と並ぶ1930年代の日本映画界の代表的監督と見なされ、その若さや才気、評価の高さによって「天才監督」「不世出の映画作家」と呼ばれた。千葉伸夫は、山中が同年代の黒澤明（1歳年下）や木下惠介（3歳年下）などよりもキャリアが圧倒的に早く、かつ夭折したことから、戦後世代の人たちにとっては伝説や神話のような存在になったと述べている。
映画史的に山中は、梶原金八作品を含む「髷をつけた現代劇（時代劇の小市民映画）」を通して、時代劇映画に現代的な感覚とスタイルを採り入れ、その近代化と革新をもたらした監督として、同時代の稲垣浩や伊丹万作とともに評価されている。とくに批評家からは、巧みな映画話術や詩的な画面構成などの映像形式を高く評価されたが、それゆえに「形式主義者」と見なされ、形式を追求する余りに思想や内容の掴み方が弱いと批判されることもあった。詩人で映画評論家の北川冬彦は、山中を「韻文作家」と呼び、画面と画面の組合せにより生じる「意味」よりも、リズムや流動美などの「音」を重視する作家であると批判的に評価している。
映画監督の新藤兼人は、山中を尊敬する映画監督と呼び、『盤嶽の一生』を見て映画界入りを志したと述べている。市川崑と黒木和雄は山中を好きな監督に挙げており、とくに黒木は山中を主人公にした劇映画『ロングロングアゴウ』を長年構想していた。1995年にキネマ旬報が発表した映画人選出による「日本映画オールタイムベストテン」では、『人情紙風船』が4位、『丹下左膳余話 百萬両の壺』が9位に選ばれ、同時に発表された「日本映画監督ベストテン」では山中が9位に選出された。2009年に同誌が発表した「オールタイム・ベスト映画遺産200 日本映画篇」でも、『丹下左膳余話 百萬両の壺』が戦前作品で最高位となる7位に選出された。

## 作品

### 監督作品
『山中貞雄作品集 全一巻』の「山中貞雄監督作品目録」と『監督山中貞雄』の「山中貞雄年譜」による。
サイレント映画
- 磯の源太 抱寝の長脇差（1932年）兼脚本
- 小判しぐれ（1932年）兼脚本
- 小笠原壱岐守（1932年）兼脚本
- 口笛を吹く武士（1932年）兼脚本
- 右門捕物帖 三十番手柄 帯解け仏法（1932年）兼脚本
- 天狗廻状 前篇（1932年）兼脚本
- 薩摩飛脚 剣光愛欲篇（1933年）兼脚本
- 盤嶽の一生（1933年）兼脚本
- 鼠小僧次郎吉 前篇 江戸の巻（1933年）兼脚本
- 鼠小僧次郎吉 中篇 道中の巻（1933年）兼脚本
- 鼠小僧次郎吉 後篇 再び江戸の巻（1933年）兼脚本
- 風流活人剣（1934年）兼脚本
- 足軽出世譚（1934年）兼脚本 ※サウンド版作品
- 勝鬨（1934年、小石栄一監督）※応援監督、脚本は梶原金八

トーキー映画
- 雁太郎街道（1934年）※原作は梶原金八（梶原金六名義）
- 国定忠次（1935年）兼原作
- 丹下左膳余話 百萬両の壺（1935年）兼構成
- 関の弥太ッぺ（1935年）※稲垣浩と共同監督、潤色は梶原金八
- 街の入墨者（1935年）兼脚本
- 大菩薩峠 第一篇 甲源一刀流の巻（1935年、稲垣浩監督）※応援監督
- 怪盗白頭巾 前篇（1935年）※原作は梶原金八
- 怪盗白頭巾 後篇（1936年）※原作は梶原金八
- 河内山宗俊（1936年）兼原作
- 海鳴り街道（1936年）※脚本は梶原金八
- 森の石松（1937年）兼原作・脚本
- 人情紙風船（1937年）

#### フィルムの現存状況
山中が5年間の監督生活で発表した作品は26本（うち2本は応援監督作品）あるが、その多くは消失または焼失しており、今日までフィルムがまとまった形で現存するのは『丹下左膳余話 百萬両の壺』『河内山宗俊』『人情紙風船』のわずか3本しかない。そのうえ『丹下左膳余話 百万両の壺』の現存フィルムは、戦後再公開時にGHQの検閲でクライマックスのチャンバラシーンがカットされた不完全版であり、後にそのカット部分はわずか約20秒の玩具フィルム（ただし音声は欠落している）で発見された。2020年、国際交流基金と各映画会社の共同事業として、現存する3本の4Kデジタル修復版が作られ（『丹下左膳余話 百万両の壺』は玩具フィルムで欠落部分を補った最長版として作られた）、同年の第33回東京国際映画祭の日本映画クラシックス部門で上映された。
数秒から数分程度の断片フィルムだけが現存する作品は複数本存在する。京都のおもちゃ映画ミュージアムには、『鼠小僧次郎吉 中篇 道中の巻』（50秒）、『国定忠次』（不明）、『関の弥太ッペ』（40秒）の玩具フィルムが所蔵されている。国立映画アーカイブは『小笠原壱岐守』（52秒）と『風流活人剣』（104秒）の玩具フィルムと、応援監督作品『大菩薩峠 第一篇 甲源一刀流の巻』（77分）の不完全版フィルムを所蔵しており、プラネット映画資料図書館は『海鳴り街道』（68秒）の玩具フィルムを所蔵している。『磯の源太 抱寝の長脇差』（1分）と『怪盗白頭巾』（30秒）の断片フィルムも残されており、2004年発売の『山中貞雄 日活作品集DVD-BOX』の映像特典として収録されている。また、マツダ映画社が所蔵し、山中の現存フィルムやスチル写真を集めた『嗚呼 山中貞雄～山中貞雄作品集～』（1985年編集）には、『磯の源太 抱寝の長脇差』『関の弥太ッペ』に加えて『薩摩飛脚 剣光愛欲篇』の断片映像が含まれている

### 脚本作品
特記がない限りは『山中貞雄作品集 全一巻』の「山中貞雄映画化シナリオ目録」と『監督山中貞雄』の「山中貞雄年譜」による。
単独での執筆作品
- 鬼神の血煙（1929年、城戸品郎監督）
- 鞍馬天狗（1929年、橋本松男監督）※助監督も担当[32]
- 右門一番手柄 南蛮幽霊（1929年、橋本松男監督）[33]
- 三国一刀流（1929年、橋本松男監督）[33]
- 貝殻一平 前篇（1929年、後藤岱山監督）[33]
- 二刀流安兵衛（1929年、後藤岱山監督）
- 貝殻一平 後篇（1930年、後藤岱山監督）[33]
- 右門捕物帖 六番手柄（1930年、仁科熊彦監督）
- 鞍馬天狗 続篇（1930年、後藤岱山監督）
- なりひら小僧（1930年、仁科熊彦監督）
- 右門捕物帖 十番手柄（1930年、仁科熊彦監督）
- 業平小僧 怒髪篇（1931年、仁科熊彦監督）
- 右門捕物帖 十六番手柄（1931年、仁科熊彦監督）
- 喧嘩商売（1931年、後藤岱山監督）
- 右門捕物帖 十八番手柄（1931年、仁科熊彦監督）
- 鞍馬天狗 解決篇（1931年、山口哲平監督）
- 戸並長八郎（1931年、仁科熊彦監督）
- 右門捕物帖 二十番手柄（1931年、仁科熊彦監督）
- 江戸育ち なりひら小僧（1932年、仁科熊彦監督）
- 右門廿五番手柄 七七なぞの橙（1932年、仁科熊彦監督）[11]
- 恋と十手と巾着切（1932年、広瀬五郎監督）※阿古三之助名義
- ヘリ下りの利七（1934年、尾崎純監督）
- 水戸黄門 来国次の巻（1934年、荒井良平監督）
- 水戸黄門 密書の巻（1935年、荒井良平監督）
- 水戸黄門 血刃の巻（1935年、荒井良平監督）
- 東海道は日本晴れ（1937年、滝沢英輔監督）

梶原金八名義での執筆作品
- 右門捕物帖 二百十日（1934年、並木鏡太郎監督）※梶原金四郎名義
- 晴れる木曾路（1935年、滝沢英輔監督）
- 太閤記 藤吉郎走卒の巻（1935年、滝沢英輔監督）
- 突っかけ侍（1935年、荒井良平監督） - 潤色
- 蹴手繰り音頭 前篇（1935年、井上金太郎監督）
- 蹴手繰り音頭 後篇（1935年、井上金太郎監督）
- 海内無双（1936年、滝沢英輔監督）兼原作
- 宮本武蔵 地の巻（1936年、滝沢英輔監督）
- 女殺油地獄（1936年、藤田潤一監督）
- 荒木又右衛門（1936年、萩原遼監督）
- 戦国群盗伝（1937年、滝沢英輔監督）※山中の単独執筆作品[131]

### その他の作品
- 蹴合鶏（1928年、マキノ正博監督） - 助監督[21]
- 新聞（1928年、三上良二監督） - 助監督[21]
- 浪人街 第一話 美しき獲物（1928年、マキノ正博監督） - 助監督[21]
- 大江戸の闇（1928年、城戸品郎監督） - 助監督 ※社堂沙汰夫名義[27]
- からくり蝶 前篇（1929年、後藤岱山監督） - 助監督 ※社堂沙汰夫名義[251]
- からくり蝶 後篇（1929年、後藤岱山監督） - 助監督 ※社堂沙汰夫名義[251]
- 大利根の殺陣（1929年、後藤岱山監督） - 助監督 ※社堂沙汰夫名義[32]
- 明暦風流陣（1929年、橋本松男監督） - 助監督 ※社堂沙汰夫名義[32]
- 血煙荒神山（1935年、荒井良平監督） - シナリオ協力（ノンクレジット）[3]
- 国定忠治（1935年、井上金太郎監督） - 構成（ノンクレジット）[3]
- お茶づけ侍（1936年、萩原遼監督） - 原作[117]
- その前夜（1939年、萩原遼監督） - 原案 ※脚本は梶原金八[11]

## シナリオ・発言集
- 『山中貞雄シナリオ集』上下巻、竹村書房、1940年2月・9月。※装丁は小津安二郎。
- 『山中貞雄作品集』全3巻・別巻、実業之日本社、1985年2月 - 1986年11月。
- 『山中貞雄作品集 全一巻』実業之日本社、1998年10月、ISBN 978-4408102856。